# Saint-Sérotin
Saint-Sérotin település Franciaországban, Yonne megyében. Lakosainak száma 597 fő (2022. január 1.). Saint-Sérotin Villemanoche, Villebougis, Brannay, Lixy, Nailly, Pont-sur-Yonne és Villeperrot községekkel határos.

## Népesség
A település népessége az elmúlt években az alábbi módon változott:
| Lakosok száma | 555  | 570  | 573  | 557  | 564  | 572  | 581  | 582  | 597  |
|               | 2013 | 2015 | 2016 | 2017 | 2018 | 2019 | 2020 | 2021 | 2022 |